# Pandi (Maskottchen)

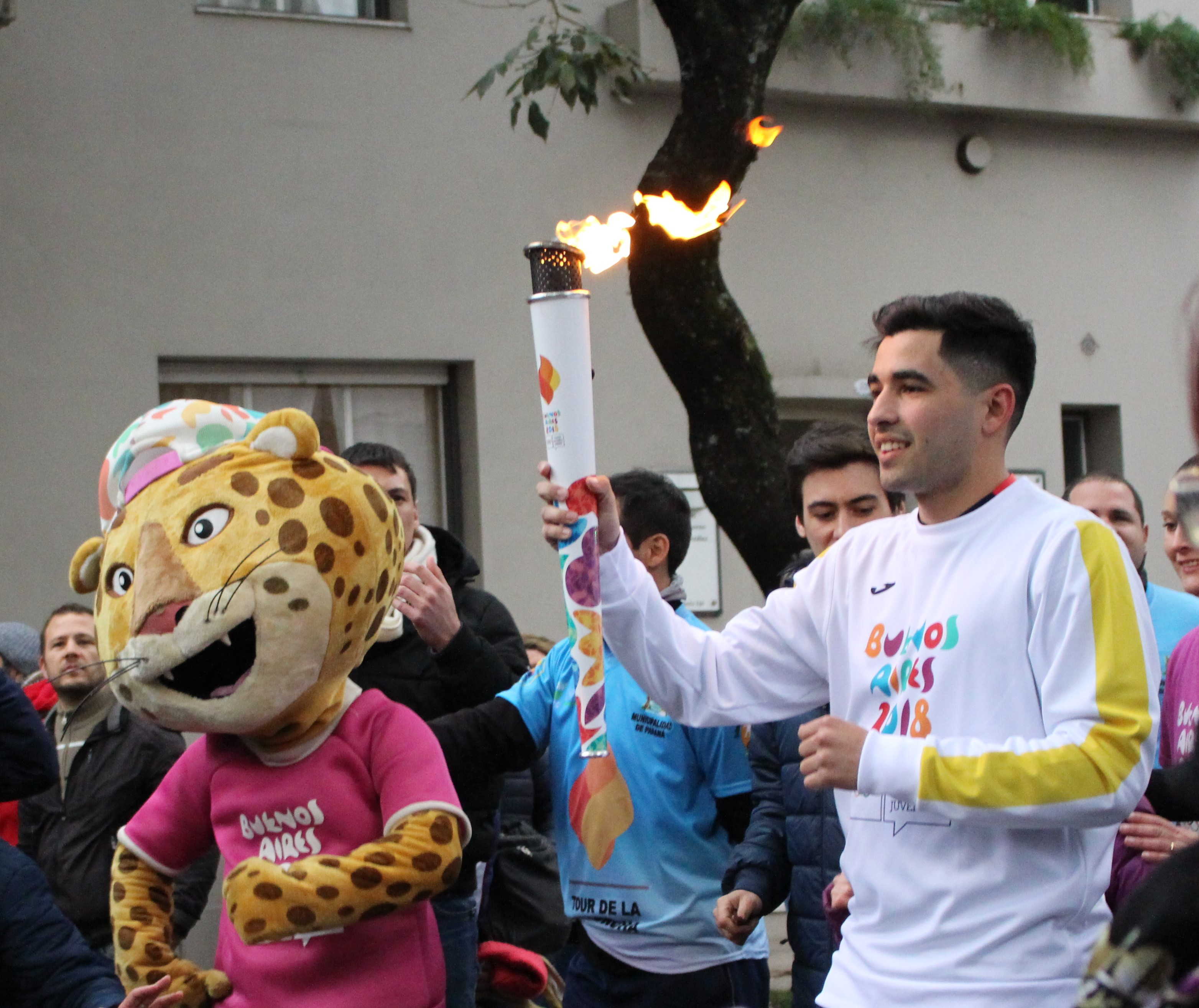
Pandi beim olympischen Fackellauf in Paraná

Pandi (Eigenschreibweise: #Pandi) ist das offizielle Maskottchen der Olympischen Jugend-Sommerspiele 2018 in Buenos Aires.

## Beschreibung
Pandi ist ein anthropomorpher Jaguar. Das Motiv des Jaguars wurde gewählt, da das Tier, das vor allem im Nordosten Argentiniens vorkommt, seit 2001 als National Natural Monument eingestuft ist. Pandi soll den jugendlichen Teilnehmern der Spiele verdeutlichen, dass diese den Sport dazu einsetzen können, um die Welt zu verbessern. Außerdem soll die Aufmerksamkeit auf die freilebenden Jaguare und die Bedrohung ihrer Lebensräume gelenkt werden.
Beschrieben wird Pandi als ausdauernder, großzügiger und optimistischer Charakter, der sich neben Sport auch für Kunst, Kultur und die Umwelt interessiert.

## Name
Der Name Pandi ist abgeleitet von Panthera onca, der wissenschaftlichen Bezeichnung des Jaguars. Sowohl der Name als auch die figürliche Darstellung wurden dabei bewusst geschlechtsneutral gewählt. Der dem Namen vorangestellte Hashtag soll auf das digitale Zeitalter verweisen.